# Redemptoris Mater (seminaria duchowne)

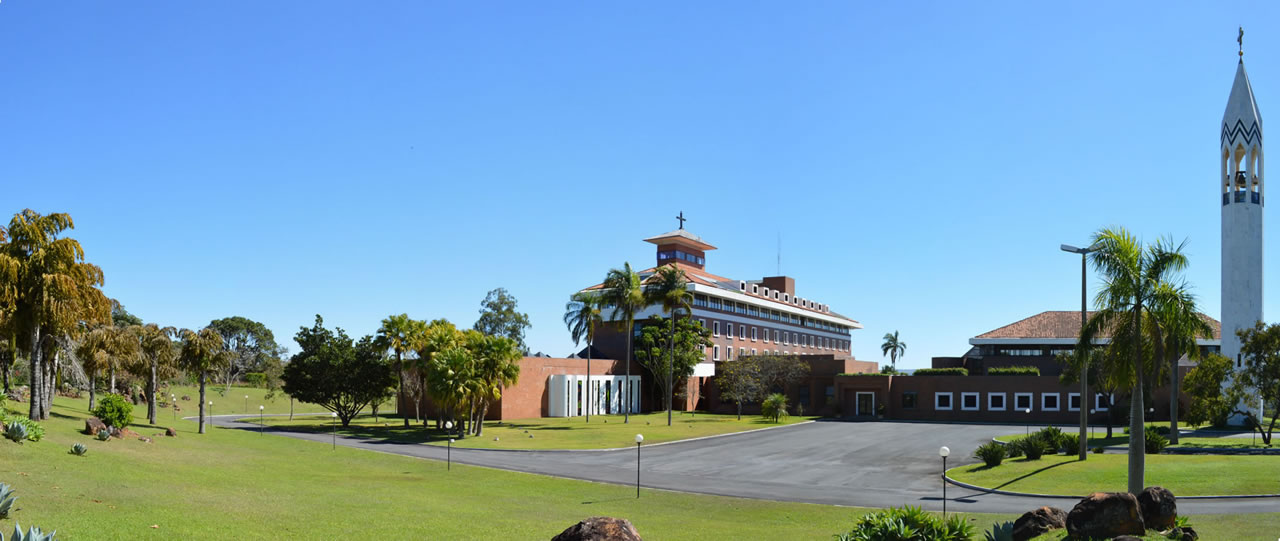
Budynek seminarium Redemptoris Mater w Brasili (Brazylia)

Redemptoris Mater (łac. Matka Odkupiciela) – katolickie misyjne seminaria duchowne, mają one charakter międzynarodowy – do kapłaństwa przygotowują się w nich klerycy z różnych krajów. Wszyscy alumni w seminariach Redemptoris Mater pochodzą ze wspólnot Drogi Neokatechumenalnej. Prezbiterzy wyświęcani w Redemptoris Mater są wysyłani do diecezji, w których powołania kapłańskie są nieliczne, lub w których brakuje księży.
Pierwsze Seminarium Redemptoris Mater zostało otwarte w Rzymie w 1987 roku z polecenia Jana Pawła II, aby pomóc Nowej Ewangelizacji – szczególnie tej prowadzonej przez rodziny w misji – implantatio Ecclesiae (zaszczepianiu Kościoła) w miejscach trudnych, w których albo nigdy nie było Kościoła albo na skutek procesu sekularyzacji stracił on wielkie rzesze wiernych i z konieczności musi powrócić na nowo do pierwotnej działalności misyjnej.
Seminaria przyjęły swoją nazwę od encykliki papieża Jana Pawła II Redemptoris Mater (Matka Odkupiciela). Dziewica Maryja jest pierwszą i główną Patronką tych seminariów, gdyż to Ona tak jak w Kanie Galilejskiej dostrzega wszystkie braki i niedostatki pielgrzymującego ludu (także brak kapłanów) i oręduje u Boga (Jan Paweł II, Redemptoris Mater, 21).

## Lista seminariów Redemptoris Mater
- Europa
  - Włochy: Rzym • Macerata • Padwa • Cosenza • Pinerolo • Florencja • Triest
  - Belgia: Namur • Bruksela
  - Hiszpania: Madryt • Castellón • Kordoba • Grenada • Murcja • León • Pampeluna • Burgos • Oviedo • Sewilla
  - Polska: Warszawa • Łódź
  - Łotwa: Ryga
  - Estonia: Tallinn[1]
  - Niemcy: Berlin • Kolonia
  - Chorwacja: Pula
  - Szwajcaria: Lugano
  - Francja: Paryż • Strasburg • Marsylia • Awinion • Tulon
  - Dania: Kopenhaga
  - Holandia: Haarlem • Roermond • Willemstad
  - Austria: Wiedeń
  - Portugalia: Lizbona • Porto • Évora
  - Wielka Brytania: Londyn
  - Finlandia: Helsinki
  - Ukraina: Kijów • Winnica • Użhorod
  - Albania: Lezha
  - Słowacja: Żylina
  - Węgry: Eger
- Ameryka Północna, Środkowa i Karaiby
  - USA: Newark • Denver • Waszyngton • Dallas • Boston • Miami
  - Kanada: Toronto • Québec • Vancouver
  - Meksyk: Guadalajara • Meksyk
  - Dominikana: Santo Domingo
  - Nikaragua: Managua
  - Salwador: San Salvador
  - Kostaryka: San José
- Ameryka Południowa
  - Kolumbia: Medellín • Bogota
  - Brazylia: Brasília • São Paulo· Belém
  - Peru: Callao • Arequipa
  - Wenezuela: Caracas • Carúpano
  - Paragwaj: Asunción
  - Urugwaj: Montevideo
  - Ekwador: Quito
  - Boliwia: La Paz
- Azja
  - Indie: Bangalore • Ranchi
  - Japonia: Takamatsu
  - Tajwan: Kaohsiung
  - Filipiny: Manila
  - Liban: Bejrut
  - Pakistan: Karaczi
  - Izrael: Korazim
  - Chiny: Makau
- Afryka
  - Kamerun: Duala
  - Zambia: Kitwe
  - Demokratyczna Republika Konga: Goma
  - Madagaskar: Morondava
  - Tanzania: Dar es Salaam
  - Angola: Luanda
  - Wybrzeże Kości Słoniowej: Abidżan
  - RPA: Kapsztad
- Australia i Oceania
  - Australia: Perth • Sydney
  - Guam: Yona